# Цвиккау (район)
Цвикау (нем. Zwickau) — район в Германии, который возник 1 августа 2008 года в результате коммунальной реформы из бывших районов Цвикау, Хемницер-Ланд и города Цвикау.
Центр района — город Цвикау.
Район входит в землю Саксония. Подчинён дирекционному округу Хемниц (ранее административному округу Хемниц).
Численность населения района по оценке на 31 декабря 2013 года составляет 327 062 человека.

## Города и общины
1. Цвиккау (93 824)
2. Лимбах-Оберфрона (25 404)
3. Глаухау (24 429)
4. Вердау (22 635)
5. Криммичау (20 974)
6. Меране (16 130)
7. Хоэнштайн-Эрнстталь (15 782)
8. Лихтенштайн (12 731)
9. Мюльзен (11 996)
10. Вилькау-Хаслау (10 983)
11. Кирхберг (8835)
12. Райнсдорф (8159)
13. Лихтентанне (6792)
14. Оберлунгвиц (6355)
15. Фрауройт (5440)
16. Калленберг (5375)
17. Хартенштайн (4883)
18. Вальденбург (4385)
19. Герсдорф (4245)
20. Нойкирхен (4216)
21. Вильденфельс (3887)
22. Лангенбернсдорф (3805)
23. Санкт-Эгидиен (3401)
24. Лангенвайсбах (2714)
25. Нидерфрона (2427)
26. Бернсдорф (2403)
27. Криницберг (2207)
28. Ремзе (1830)
29. Хартмансдорф (1454)
30. Денхериц (1411)
31. Хиршфельд (1221)
32. Обервира (1146)
33. Шёнберг (961)

(31 октября 2010)